# Pam St. Clement
Pamela Ann Clement, más conocida como Pam St Clement, es una actriz británica conocida por haber interpretado a Pat Evans en la serie EastEnders. 

## Biografía
Es hija de  Ann Tribe y Reginald Clement, tiene un medio hermano mayor llamado, Reginald Clement. Su madre murió cuando tenía apenas un mes de nacida. Pam es bisexual.
St Clement es bisexual y defiende los derechos LGBT — trabajando con Stonewall contra la Sección 28 y a favor de reducir la edad de consentimiento para hombres gay. St Clement es conocida por defender intensamente su intimidad y hablar pocas veces de su vida personal. En 1967 Pam se casó con Andrew Gordon, sin embargo el matrimonio terminó en 1976. No tienen hijos.
In 1997, St Clement descubrió que tenía un medio-hermano, Reginald (nacido en 1934), del primer matrimonio de su padre. St Clement señaló que había estado en contacto con su padre, que murió en 1993, a los 84 años, pero que él nunca mencionó haber tenido otros hijos. Su hermano apenas conoció a su padre y no tuvo contacto con él desde que era un niño.
St Clement también ha sido foco de criticismo en los medios por su peso, que hizo que le pusieran el apodo "Fat Pat". En 1998 siguió una dieta para perder peso, lo que llevó a la prensa a especular sobre su salud. Más adelante, ella señalaría: "Desde entonces he decidido que no estoy hecha para ser delgada. Cuando estaba más delgada, los paparazzi sacaron unas fotos en las que parecía enferma. Tuve que hablar de ello."
St Clement's publicó su autobiografía, The End of an Earring, en 2015.

## Carrera
El 12 de junio de 1986 se unió al elenco de la exitosa y popular serie británica EastEnders donde interpretó a la explosiva y llamativa Pat Evans, hasta el 1 de enero de 2012, después de que su personaje muriera de cáncer de páncreas. Pat fue interpretada brevemente por la actriz Emma Cooke en EastEnders: Pat and Mo.
En 2010 participó en el vídeo "Love Machine", donde aparecieron varios actores de EastEnders, entre ellos Lacey Turner, Shona McGarty, Patsy Palmer, Charlie Brooks, Neil McDermott, Sid Owen, Steve McFadden, Adam Woodyatt y Jake Wood.
En el 2012 se unió al elenco de la serie Leonardo donde interpretó a Mazzola.
El 27 de agosto de 2016 Pam apareció como invitada en el episodio "Too Old for This Shift" de la serie médica Casualty donde interpretó a la paciente Sally Hodge.

## Filmografía

### Series de televisión
| Año               | Título                               | Personaje          | Notas                                        |
| ----------------- | ------------------------------------ | ------------------ | -------------------------------------------- |
| 2016              | Casualty                             | Sally Hodge        | episodio "Too Old for This Shift"            |
| 1986 - 2012, 2016 | EastEnders                           | Pat Evans          | 1,819 episodios                              |
| 2012              | Leonardo                             | Mazzola            | 2 episodios                                  |
| 1985              | The Tripods                          | Frau Heinitz       | episodio # 2.3                               |
| 1984              | Hammer House of Mystery and Suspense | Doctora            | episodio "Czech Mate"                        |
| 1984              | Bottle Boys                          | Joan Foster        | episodio "Danger, Woman at Work"             |
| 1984              | Play for Today                       | Hermana            | episodio "King"                              |
| 1983              | Agatha Christie's Partners in Crime  | Mrs. Crockett      | episodio "The Clergyman's Daughter"          |
| 1983              | The Nation's Health                  | -                  | episodio "Collapse"                          |
| 1982              | The Chinese Detective                | Tía Daisy          | episodio "Tapdancer"                         |
| 1982              | We'll Meet Again                     | Elsie              | episodio "The Milk Run"                      |
| 1981              | Angels                               | Jean Bainbridge    | episodio # 7.33                              |
| 1981              | Lady Killers                         | Mary Chater        | episodio "The Root of All Evil"              |
| 1981              | Private Schulz                       | Frau Bodelschwingh | episodio # 1.2                               |
| 1980              | Shoestring                           | Gladys Robinson    | episodio "The Farmer Had a Wife"             |
| 1980              | Minder                               | Madre de Sandra    | episodio "A Nice Little Wine"                |
| 1980              | Can We Get on Now, Please?           | Mrs. Baldock       | episodio "The Underdog"                      |
| 1980              | Emmerdale Farm                       | Mrs. Eckersley     | 5 episodios                                  |
| 1978 - 1980       | Enemy at the Door                    | Molly              | 2 episodios                                  |
| 1979              | Matilda's England                    | Mrs. Stritch       | 2 episodios                                  |
| 1979              | Thomas and Sarah                     | Mrs. Hill          | episodio "A Day at the Metropole"            |
| 1978              | A Horseman Riding By                 | Meg Potter         | 6 episodios                                  |
| 1978              | Playhouse                            | Esposa de Willard  | episodio "One of the Boys"                   |
| 1977              | Van der Valk                         | Ada                | episodio "Everybody Does It"                 |
| 1976              | Within These Walls                   | Marleen Ward       | episodio "Someone's Got to Do It"            |
| 1974              | Shoulder to Shoulder                 | Holloway Wardress  | episodio "Lady Constance Lytton" - miniserie |
| 1973              | Great Mysteries                      | Mujer              | episodio "The Ingenious Reporter"            |
| 1973              | All Our Saturdays                    | Mrs. Hoddeston     | episodio "The Ref Is Always Right?"          |
| 1973              | The Fenn Street Gang                 | Mujer              | episodio "Is That a Proposal, Eric?"         |
| 1972              | The Onedin Line                      | Orderly            | episodio "Yellow Jack"                       |
| 1972              | Follyfoot                            | Asistente del Café | episodio "Someone, Somewhere"                |
| 1972              | His and Hers                         | Telefonista        | episodio "Telephone"                         |

### Películas
| Año  | Título                               | Personaje            | Notas                                                                                                   |
| ---- | ------------------------------------ | -------------------- | --- |
| 2006 | The Children's Party at the Palace   | Tía Sponge           | junto a Kacey Ainsworth, Sam Aston, Matt Baker & June Brown                                             |
| 1986 | Biggles                              | Madre Superior       | junto a Neil Dickson, Alex Hyde-White, Fiona Hutchison, Peter Cushing, William Hootkins & Alan Polonsky |
| 1985 | Hitler's S.S.: Portrait in Evil      | Camarera             | junto a John Shea, Bill Nighy, David Warner, José Ferrer, Carroll Baker & Tony Randall                  |
| 1983 | Scrubbers                            | Strapper             | junto a Amanda York, Chrissie Cotterill, Elizabeth Edmonds, Amanda Symonds & Kathy Burke                |
| 1982 | The Hunchback of Notre Dame          | Mujer en la Catedral | junto a Anthony Hopkins, Derek Jacobi, David Suchet, John Gielgud, Lesley Down & Nigel Hawthorne        |
| 1981 | The Bunker                           | Cook                 | junto a Anthony Hopkins, Richard Jordan, James Naughton, Michael Lonsdale & Martin Jarvis               |
| 1981 | Dangerous Davies: The Last Detective | Mrs. Norris          | junto a Joss Ackland, Bernard Lee & John Leyton                                                         |
| 1976 | Hedda                                | Berthe               | junto a Glenda Jackson, Peter Eyre, Timothy West & Patrick Stewart                                      |
| 1975 | A Journey to London                  | Doll Tripe           | junto a Robin Bailey, Trevor Bannister, Freddie Jones & Helen Lindsay                                   |
| 1974 | Our Cissy                            | Joven                | corto - junto a John Barrett, Ian East, Ellis Dale & Michael O'Hagan                                    |
| 1972 | Doomwatch                            | Joven Mujer          | junto a Ian Bannen, Judy Geeson, George Sanders & James Cosmo                                           |

### Teatro
| Año  | Obra                 | Personaje | Director (a)    | Teatro          | Notas                                                              |
| ---- | -------------------- | --------- | --------------- | --------------- | ------------------------------------------------------------------ |
| 1975 | Hedda Gabler         | -         | Trevor Nunn     | Aldwych Theatre | junto a Glenda Jackson, Patrick Stewart, Timothy West & Peter Eyre |
| 1970 | Forward, Up Your End | -         | Joan Littlewood | Royal Theatre   | junto a Jean Boht & Bill Wallis                                    |

## Trabajo voluntario
St Clement es una amante de los animales y una conservationista. Apoya varias ONGs, entre las que cabe mencionar el Global Wildlife Fund. Ha sido vicepresidenta de la agencia local de la RSPCA y ha trabajado con ellos promoviendo la campaña "Home for Life". Es una amante de los perros y ha trabajado con la ONG de veterinarios PDSA y el show Crufts, acudiendo a eventos de recaudación de fondos para PDSA y apoyando el Día Animal de Londres. En 2007, trabajó en varias campañas con una asociación de perros para personas con problemas de oído y con otra asociación de terapia con mascotas. En febrero de 2007, St Clement, que monta a caballo, se hizo patrona de la Veteran Horse Welfare.

## Premios y nominaciones
| Año  | Categoría                                                    | Premio             | Serie      | Resultado |
| ---- | ------------------------------------------------------------ | ------------------ | ---------- | --------- |
| 2012 | Lifetime Achievement Award                                   | British Soap Award | EastEnders | Ganadora  |
| 2012 | Best Exit                                                    | British Soap Award | EastEnders | Nominada  |
| 2012 | Best Single Episode (junto a Jennie Darnell & Simon Ashdown) | British Soap Award | EastEnders | Nominados |